# Robert J. Vallerand
 (janvier 2025).
La mise en forme du texte ne suit pas les recommandations de Wikipédia : il faut le « wikifier ».
Les points d'amélioration suivants sont les cas les plus fréquents. Le détail des points à revoir est peut-être précisé sur la page de discussion.
- Les titres sont pré-formatés par le logiciel. Ils ne sont ni en capitales, ni en gras.
- Le texte ne doit pas être écrit en capitales (les noms de famille non plus), ni en gras, ni en italique, ni en « petit »…
- Le gras n'est utilisé que pour surligner le titre de l'article dans l'introduction, une seule fois.
- L'italique est rarement utilisé : mots en langue étrangère, titres d'œuvres, noms de bateaux, etc.
- Les citations ne sont pas en italique mais en corps de texte normal. Elles sont entourées par des guillemets français : « et ».
- Les listes à puces sont à éviter, des paragraphes rédigés étant largement préférés. Les tableaux sont à réserver à la présentation de données structurées (résultats, etc.).
- Les appels de note de bas de page (petits chiffres en exposant, introduits par l'outil «  Source ») sont à placer entre la fin de phrase et le point final[comme ça].
- Les liens internes (vers d'autres articles de Wikipédia) sont à choisir avec parcimonie. Créez des liens vers des articles approfondissant le sujet. Les termes génériques sans rapport avec le sujet sont à éviter, ainsi que les répétitions de liens vers un même terme.
- Les liens externes sont à placer uniquement dans une section « Liens externes », à la fin de l'article. Ces liens sont à choisir avec parcimonie suivant les règles définies. Si un lien sert de source à l'article, son insertion dans le texte est à faire par les notes de bas de page.
- La présentation des références doit suivre les conventions bibliographiques. Il est recommandé d'utiliser les modèles {{Ouvrage}}, {{Chapitre}}, {{Article}}, {{Lien web}} et/ou {{Bibliographie}}. Le mode d'édition visuel peut mettre en forme automatiquement les références.
- Insérer une infobox (cadre d'informations à droite) n'est pas obligatoire pour parachever la mise en page.

Pour une aide détaillée, merci de consulter Aide:Wikification.
Si vous pensez que ces points ont été résolus, vous pouvez retirer ce bandeau et améliorer la mise en forme d'un autre article.
Robert J. Vallerand est un psychologue social, universitaire et un auteur canadien. Il est professeur titulaire de psychologie à l'Université du Québec à Montréal, où il détient une chaire de recherche du Canada Processus Motivationnels et Fonctionnement Optimal. Il est également directeur du Laboratoire de Recherche sur le Comportement.
Vallerand est surtout connu pour ses recherches sur les processus motivationnels, ayant formulé des théories traitant de la motivation intrinsèque et extrinsèque, ainsi que de la passion les activités. Il a rédigé et co-rédigé plus de 450 articles de recherche et chapitres de livres, ainsi que 12 livres et monographies, tels que Passion for Work: Theory, Research, and Applications et The Psychology of Passion: A Dualistic Model, qui a reçu le William James Book Award de l'American Psychological Association en 2017. En outre, il est récipiendaire International Olympic Committee Sport Science Award (1995), du Donald O. Hebb Award-Career Award de la Société canadienne de psychologie (2011), du Christopher Peterson Gold Medal Award de l'International Positive Psychology Association (2017), du Distinguished Lifetime Career Award de l'International Society for Self and Identity (2022), du International TANG Prize (2022), et de la médaille d'or de la Société canadienne de psychologie pour sa contribution exceptionnelle à la psychologie canadienne (2023).
Vallerand est membre de l'Association américaine de psychologie, de la Société canadienne de psychologie  de l'Association for Psychological Science, de la Society for Personality and Social Psychology, de l'International Association of Applied Psychology, et de la Société royale du Canada. Il a été rédacteur en chef adjoint de la Revue canadienne des sciences du comportement/Canadian Journal of Behavioural Sciences.

## Formation
Vallerand a obtenu en éducation physique avec une mineure en psychologie à l'Université du Québec à Trois-Rivières en 1977, suivi d'une maîtrise en psychologie sociale de l'activité physique et de la santé de l'Université McGill en 1979. En 1981, il a obtenu un doctorat en psychologie sociale du sport, de l'activité physique et de la santé de l'Université de Montréal et a complété ses études postdoctorales en psychologie sociale expérimentale à l'Université de Waterloo en 1982.

## Carrière
Vallerand a commencé sa carrière académique en tant que professeur au département de psychologie de l'Université de Guelph en 1982. Il a ensuite rejoint l'Université du Québec à Montréal en 1983, où il est professeur  titulaire  psychologie. En 1994, il a été professeur invité à l'Université McGill et a ensuite été nommé professeur associé à l’Université de Moncton  de 1996 à 2002, puis professeur titulaire à l'Institute of Positive Psychology and Education de l’université de Sydney (Australie) (2014-2017). Il a également été professeur titulaire et directeur du de l'Université McGill de 2013 à 2014.
Vallerand a été directeur du département de psychologie de l'Université du Québec à Montréal de 1991 à 1994, ainsi que du de 2013 à 2014 à l'Université McGill, où il a la chaire de recherche du Canada jusqu'en 2014. Depuis 2016, il détient la Chaire de recherche du Canada processus motivationnels et fonctionnement optimal et est directeur du Laboratoire de recherche sur le comportement de l'Université du Québec à Montréal.
Vallerand a été président de la Société québécoise de recherche en psychologie (1988–1991), de la Société canadienne de psychologie (2006–2007) et de l'International Positive Psychology Association (2011–2013).

## Recherche
Vallerand  a contribué au domaine de la psychologie sociale en étudiant le rôle de la motivation et de la passion dans le fonctionnement optimal et l'identité, en mettant l'accent sur l'éducation, le travail et le sports.

## Travaux
Vallerand a écrit sur la psychologie de la passion et la science de la motivation. Il a introduit le modèle dualiste de la passion, explorant comment la passion harmonieuse et obsessionnelle influence divers phénomènes psychologiques dans son livre The Psychology of Passion: A Dualistic Model, qui a été qualifié de « monographie exceptionnelle » par Cynthia LS Purin et Benjamin P. Hardy. Plus tard, il a co-édité Passion for Work: Theory, Research, and Applications avec Nathalie Houlfort, examinant les effets de la passion au travail, en se concentrant sur ses aspects positifs et négatifs en utilisant le modèle dualiste de la passion. Il a également publié plusieurs ouvrages en français tels que Les Fondements de la psychologie sociale, à propos desquels Roxane de la Sablonnière a dit : « ...il l'était dans sa première édition et reste avec celle-ci un « must » pour quiconque s'intéresse à la psychologie sociale. Les Fondements de la psychologie sociale peuvent définitivement et sans aucun doute être classés comme un « classique » ».

### Motivation
Vallerand a étudié les de la motivation tout en examinant la relation entre la motivation et l'autodétermination. Il a présenté un modèle hiérarchique de la motivation intrinsèque et extrinsèque, offrant un cadre expliquer les processus. Avec des collègues et anciens étudiants, il a développé des de motivation telles que l'échelle de ainsi que l'échelle de  examiner les types de motivation dans le sport et,. En outre, avec Frédéric Guay et Céline Blanchard, il a proposé l'échelle de motivation situationnelle (SIMS), une mesure de la motivation intrinsèque, de l'identification de la régulation introjectée et externe et de l'amotivation dans divers contextes, échelles étant utilisées dans le monde entier.
Vallerand a exploré la manière dont la motivation peut affecter un certain nombre de phénomènes de la vie. Il a ainsi développé un modèle motivationnel du décrochage scolaire, liant les perceptions de compétence et d'autonomie des étudiants. De plus, il a un modèle motivationnel pour la relation entraîneur-athlète, soulignant comment les comportements des entraîneurs influencent la motivation et les besoins psychologiques des athlètes.

### Psychologie de la passion
En 2003, Vallerand a développé le modèle dualiste de la passion étudier la passion dans différents domaines de la vie des personnes, ouvrant ainsi la voie à l'étude scientifique de la passion. Il la passion pour la première fois et a proposé un modèle expliquer les déterminants, les et les processus la passion. Selon lui, la passion est définie comme une forte inclination une activité (ou un objet, une personne, une croyance) que l'on aime, que l'on apprécie, dans laquelle on investit du temps et de l'énergie, et qui fait partie de identité. Son modèle l'existence de deux types de passion : la passion « harmonieuse » (sous le contrôle de la personne) et la passion « obsessive » (qui en vient à contrôler la personne). Alors que la passion harmonieuse est censée conduire au bien-être et à un fonctionnement optimal, la passion obsessive est censée favoriser des résultats moins adaptatifs et parfois inadaptés.

## Prix et distinctions
- 1995 – Prix des sciences du sport, Comité international olympique
- 2007 – Prix de carrière Adrien-Pinard, Société québécoise pour l’étude de la psychologie
- 2011 – Prix Donald O. Hebb – Prix de carrière, Société canadienne de psychologie [3]
- 2017 – Médaille d’or Christopher Peterson, Association internationale de psychologie positive [4]
- 2017 – Prix littéraire William James, American Psychological Association
- 2019 – Prix de carrière Thérèse Gouin-Décarie en sciences sociales, Association francophone pour le savoir (ACFAS) [29]
- 2022 – Prix pour l’ensemble de sa carrière, Société internationale pour le soi et l’identité [5]
- 2022 – Prix international TANG, Fondation TANG [6]
- 2023 – Médaille d’or, Société canadienne de psychologie [7]
- 2024 – Prix Léon-Gérin
- 2024 - Médaille Innis-Gérin – Royal Society of Canada

### Livres sélectionnés
- The Psychology of Passion: A Dualistic Model (2015)  (ISBN 978-0199777600)
- Passion for Work: Theory, Research, and Applications (2019)  (ISBN 978-0190648626)
- Les Fondements de la psychologie sociale (2021)  (ISBN 978-2891059541)

### Articles sélectionnés
- Vallerand, R. J., Pelletier, L. G., Blais, M. R., Briere, N. M., Senecal, C., & Vallieres, E. F. (1992). The Academic Motivation Scale: A measure of intrinsic, extrinsic, and amotivation in education. Educational and psychological measurement, 52(4), 1003–1017.
- Pelletier, L. G., Tuson, K. M., Fortier, M. S., Vallerand, R. J., Briere, N. M., & Blais, M. R. (1995). Toward a new measure of intrinsic motivation, extrinsic motivation, and amotivation in sports: The Sport Motivation Scale (SMS). Journal of sport and Exercise Psychology, 17(1), 35–53.
- Vallerand, R. J. (1997). Toward a hierarchical model of intrinsic and extrinsic motivation. In Advances in experimental social psychology (Vol. 29, pp. 271–360). Academic Press.
- Vallerand, R. J., Fortier, M. S., & Guay, F. (1997). Self-determination and persistence in a real-life setting: toward a motivational model of high school dropout. Journal of Personality and Social psychology, 72(5), 1161.
- Vallerand, R. J., Blanchard, C., Mageau, G. A., Koestner, R., Ratelle, C., Léonard, M., ... & Marsolais, J. (2003). Les passions de l'ame: on obsessive and harmonious passion. Journal of personality and social psychology, 85(4), 756.
- Vallerand, R. J., & Verner‐Filion, J. (2020). Theory and research in passion for sport and exercise. Handbook of sport psychology, 206–229.
- Vallerand, R. J., Chichekian, T., Verner-Filion, J., & Bélanger, J. J. (2023). The two faces of persistence: How harmonious and obsessive passion shape goal pursuit. Motivation Science, 9(3), 175.
- Vallerand, R.J. (2024). The power and perils of passion in the quest for self-growth and optimal functioning. Canadian Psychology/Psychologie canadienne, 65 (2), 132.
- Vallerand, R. J., Chichekian, T., & Schellenberg, B. J. (2024). The role of passion in education. In Handbook of educational psychology (pp. 245–268). Routledge.